# District de Lubei
Le district de Lubei (路北区 ; pinyin : Lùběi Qū) est une subdivision administrative de la province du Hebei en Chine. Il est placé sous la juridiction de la ville-préfecture de Tangshan.